# Придача (станция)
Прида́ча — железнодорожная станция Юго-Восточной железной дороги. Расположена на левом берегу реки Воронеж, в Левобережном районе города. В 2016—2017 годах на станции был возведён вокзал Воро́неж-Ю́жный площадью 1,3 тыс. м² и с залами ожидания на 500 человек. Вокзал стал третьим по счёту и вторым  по загрузке железнодорожным вокзалом Воронежа.
Через станцию проходит подавляющее большинство поездов дальнего следования из Москвы, Санкт-Петербурга и других регионов России в южном направлении (Ростов-на-Дону, Новороссийск, Сочи и т. д.).
На перегоне Отрожка — Придача (между о.п. 586 км и самой станцией) находится 800-метровый тоннель, построенный при реконструкции и удлинении ВПП аэродрома авиазавода. Опоры контактной сети не укладывались в нормы, согласно которым на определённом расстоянии от торца ВПП не может быть никаких объектов (за исключением светотехнического оборудования ВПП), имеющих высоту выше определённого предела.
Названа по слободе Придача, возле которой была построена.

## Движение поездов

### Пригородное сообщение
Через станцию проходят электропоезда от Воронежа-1 в сторону станции Лиски. Также по пятницам ходит полуэкспресс Придача — Лиски — Россошь, по воскресеньям обратно

### Дальнее следование
По состоянию на июнь 2021 года через станцию курсируют следующие поезда дальнего следования:
| Круглогодичное обращение поездов | Круглогодичное обращение поездов | Круглогодичное обращение поездов | Круглогодичное обращение поездов |
| № поезда                         | Маршрут движения                 | № поезда                         | Маршрут движения                 |
| -------------------------------- | -------------------------------- | -------------------------------- | -------------------------------- |
| 3 «Кавказ»                       | Кисловодск — Москва              | 4 «Кавказ»                       | Москва — Кисловодск              |
| 3 «двухэтажный»                  | Кисловодск — Москва              | 4 «двухэтажный»                  | Москва — Кисловодск              |
| 7                                | Севастополь — Санкт-Петербург    | 8                                | Санкт-Петербург — Севастополь    |
| 11                               | Анапа — Москва                   | 12                               | Москва — Анапа                   |
| 19 «Премиум»                     | Ростов-на-Дону — Москва          | 20 «Премиум»                     | Москва — Ростов-на-Дону          |
| 27 «Таврия двухэтажный»          | Симферополь — Москва             | 28 «Таврия двухэтажный»          | Москва — Симферополь             |
| 29 «Премиум»                     | Новороссийск — Москва            | 30 «Премиум»                     | Москва — Новороссийск            |
| 33 «Осетия»                      | Владикавказ — Москва             | 34 «Осетия»                      | Москва — Владикавказ             |
| 49                               | Кисловодск — Санкт-Петербург     | 50                               | Санкт-Петербург — Кисловодск     |
| 77                               | Ставрополь — Москва              | 78                               | Москва — Ставрополь              |
| 79                               | Адлер — Архангельск              | 80                               | Архангельск — Адлер              |
| 87 «Адлер — Нижний Новгород»     | Адлер — Нижний Новгород          | 88 «Адлер — Нижний Новгород»     | Нижний Новгород — Адлер          |
| 99                               | Кисловодск — Нижний Новгород     | 100                              | Нижний Новгород — Кисловодск     |
| 101 «Премиум»                    | Адлер — Москва                   | 102 «Премиум»                    | Москва — Адлер                   |
| 103 «Премиум» двухэтажный        | Адлер — Москва                   | 104 «Премиум» двухэтажный        | Москва — Адлер                   |
| 115                              | Адлер — Санкт-Петербург          | 116                              | Санкт-Петербург — Адлер          |
| 121                              | Владикавказ — Санкт-Петербург    | 122                              | Санкт-Петербург — Владикавказ    |
| 125                              | Новороссийск — Москва            | 126                              | Москва — Новороссийск            |
| 135                              | Махачкала — Санкт-Петербург      | 136                              | Санкт-Петербург — Махачкала      |
| 377                              | Новороссийск — Москва            | 378                              | Москва — Новороссийск            |

| Сезонное обращение поездов | Сезонное обращение поездов     | Сезонное обращение поездов | Сезонное обращение поездов     |
| № поезда                   | Маршрут движения               | № поезда                   | Маршрут движения               |
| -------------------------- | ------------------------------ | -------------------------- | ------------------------------ |
| 151                        | Анапа — Москва                 | 152                        | Москва — Анапа                 |
| 155                        | —                              | 156                        | Москва — Анапа                 |
| 221                        | Анапа — Архангельск            | 222                        | —                              |
| 225                        | Адлер — Мурманск               | 226                        | Мурманск — Адлер               |
| 227                        | Новороссийск — Санкт-Петербург | 228                        | Санкт-Петербург — Новороссийск |
| 237                        | Анапа — Москва                 | 238                        | Москва — Анапа                 |
| 245                        | Ейск — Санкт-Петербург         | 246                        | Санкт-Петербург — Ейск         |
| 247                        | Анапа — Санкт-Петербург        | 248                        | Санкт-Петербург — Анапа        |
| 257                        | Адлер — Печора                 | 258                        | Печора — Адлер                 |
| 259                        | —                              | 260                        | Санкт-Петербург — Анапа        |
| 267                        | Новороссийск — Сосногорск      | 268                        | —                              |
| 281                        | Адлер — Череповец              | 282                        | Череповец — Адлер              |
| 283                        | Анапа — Череповец              | 284                        | —                              |
| 285                        | Новороссийск — Мурманск        | 286                        | Мурманск — Новороссийск        |
| 293                        | Анапа — Мурманск               | 294                        | Мурманск — Анапа               |
| 471                        | Адлер — Москва                 | 472                        | Москва — Адлер                 |
| 495                        | Адлер — Кострома               | 496                        | Кострома — Адлер               |
| 511                        | Адлер — Москва                 | 512                        | Москва — Адлер                 |
| 517                        | Анапа — Москва                 | 518                        | Москва — Анапа                 |
| 533                        | Адлер — Москва                 | 534                        | Москва — Адлер                 |
| 535                        | Анапа — Смоленск               | 536                        | Смоленск — Анапа               |
| 539                        | Анапа — Кострома               | 540                        | —                              |
| 555                        | Адлер — Смоленск               | 556                        | Смоленск — Адлер               |
| 561                        | Ейск — Москва                  | 562                        | Москва — Ейск                  |

## Маршруты городского транспорта
От станции можно уехать на автобусном маршруте №25 «Улица Антонова-Овсеенко — Станция Придача»